# Tirumala septentrionis
Tirumala septentrionis, o tigre azul escuro, é uma borboleta danaid encontrada no subcontinente indiano e no sudeste da Ásia.

## Descrição
Assemelha-se muito ao Tirumala limniace, Cramer, mas é sempre suficientemente distinto para ser facilmente reconhecido, mesmo na asa. De T. limniace difere na face superior pela cor de fundo sendo mais escura e as marcações semi-hialinas mais estreitas, mais distintas e de tonalidade mais azulada, na asa anterior, no interespaço 1 as duas listras são mais estreitas, nunca coalescentes, a superior formando um ponto destacado oval; as estrias curtas acima da veia 5 são externamente nunca truncadas, sempre agudas. Na asa posterior as duas estrias se a célula discoidal unida na base são bem afastadas em seus ápices, a inferior nunca se formou em gancho. Na face inferior esta espécie é geralmente mais escura, o ápice da asa anterior e toda a cor de fundo da asa posterior não sendo do castanho dourado conspícuo que são em T. limniace

## Distribuição
Os Himalaias de Simla a Sikkim, em Assam, Mianmar, Camboja e Sudeste Asiático; Orissa; Bengala Ocidental, sul da Índia, Gates Ocidentais e Nilgiris; Sri Lanca.

## Hábitos
Esta espécie é uma das espécies predominantes (78%) durante a estação migratória no sul da Índia, durante a qual muitas espécies migram. Tanto os machos quanto as fêmeas parecem migrar em números iguais.

## Ciclo da vida
A Caterpillar é semelhante à de T. limniace (ver Journal of the Bombay Natural History Society x, 1896, p. 240). É dito por MacKinnon e de Nicéville que se alimenta de Vallaris dichotoma (Journal of the Bombay Natural History Society xi, 1807, p. 212). Outras espécies incluem Cosmostigma racemosa, Heterostemma brownii e espécies de Cocculus.

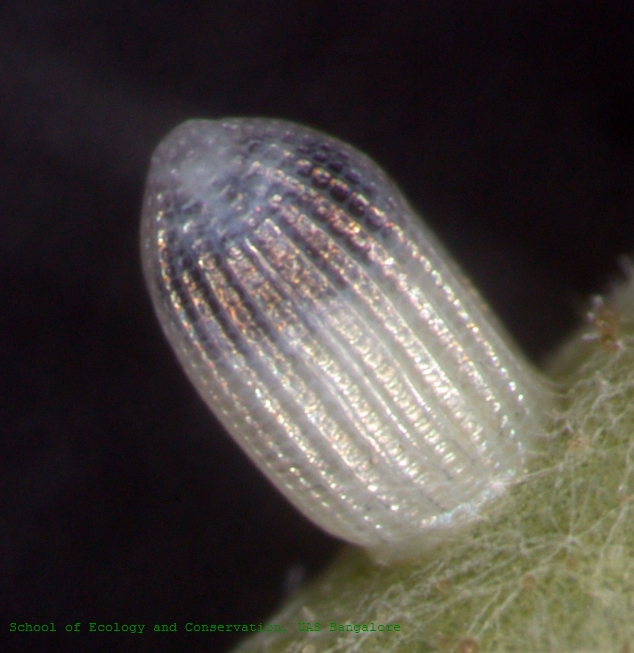
Ovo
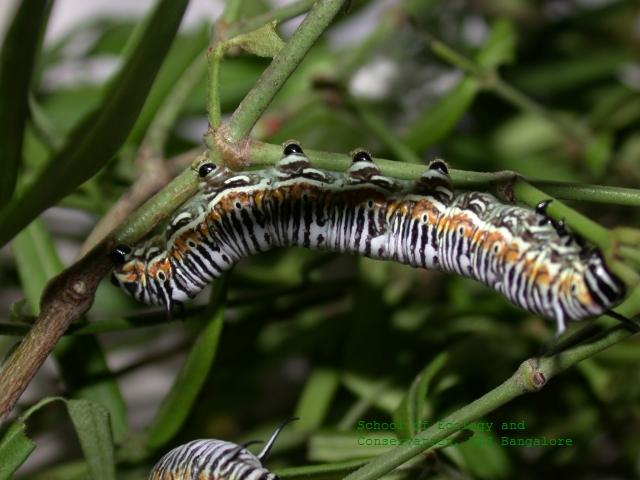
Lagarta
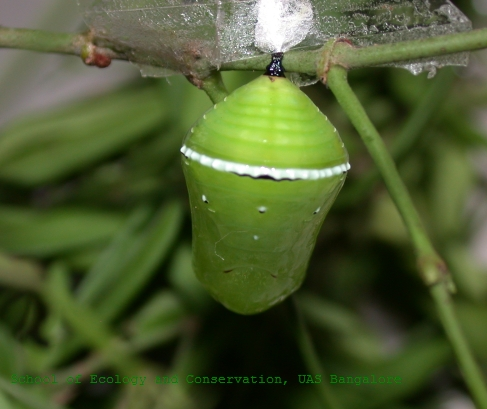
Pupa
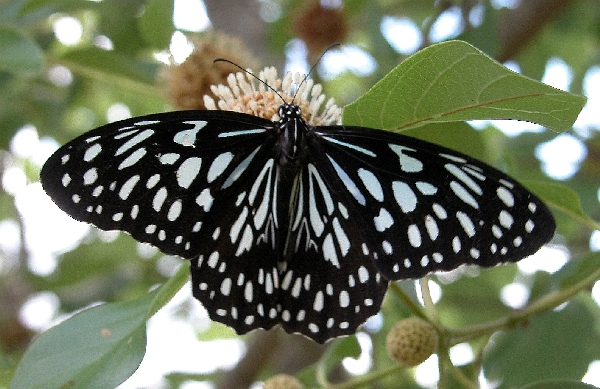
Adulto
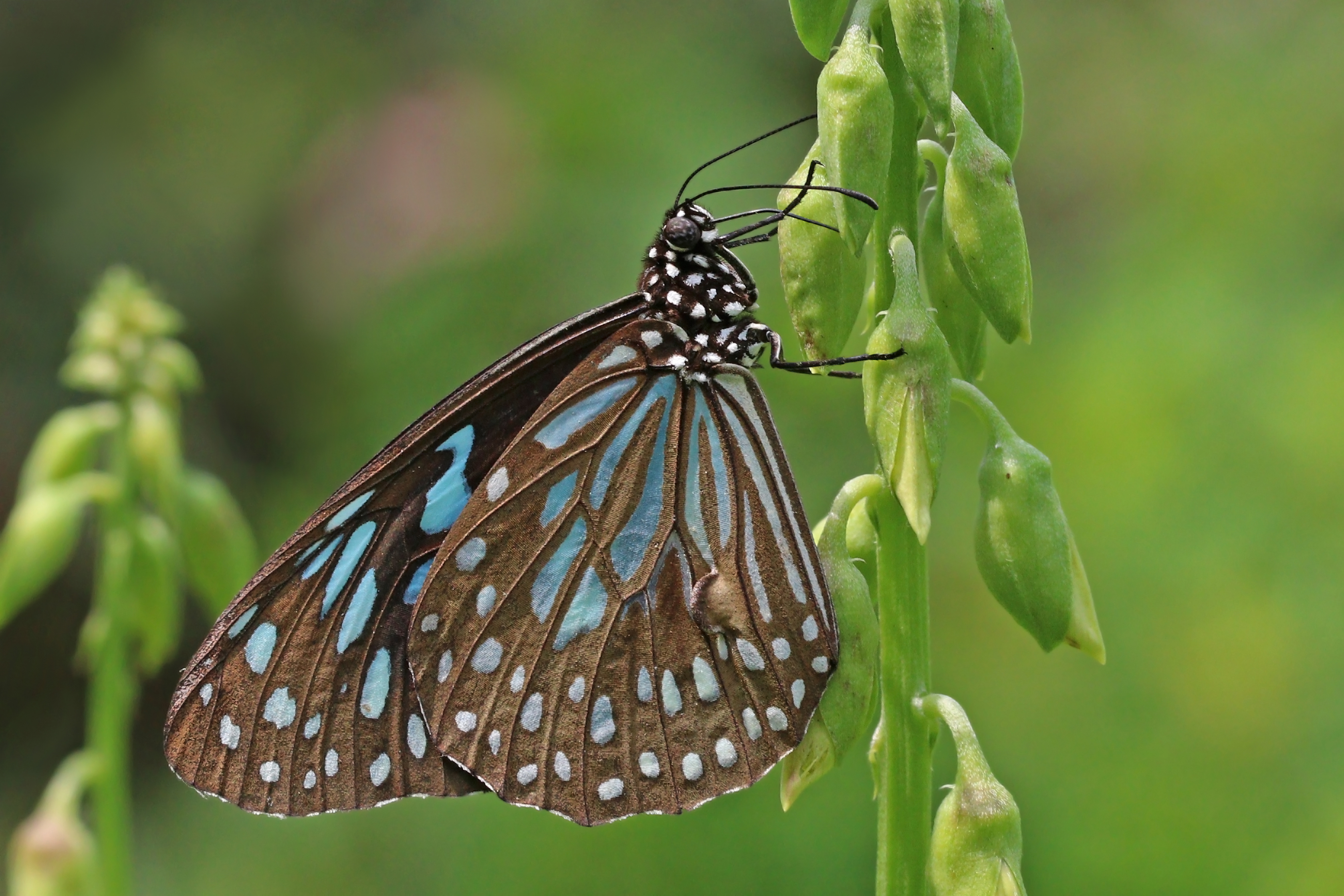
Macho